# Parafia św. Elżbiety Węgierskiej w Trybszu
Parafia św. Elżbiety Węgierskiej w Trybszu – parafia rzymskokatolicka należąca do dekanatu Białka Tatrzańska archidiecezji krakowskiej w Trybszu.

## Historia

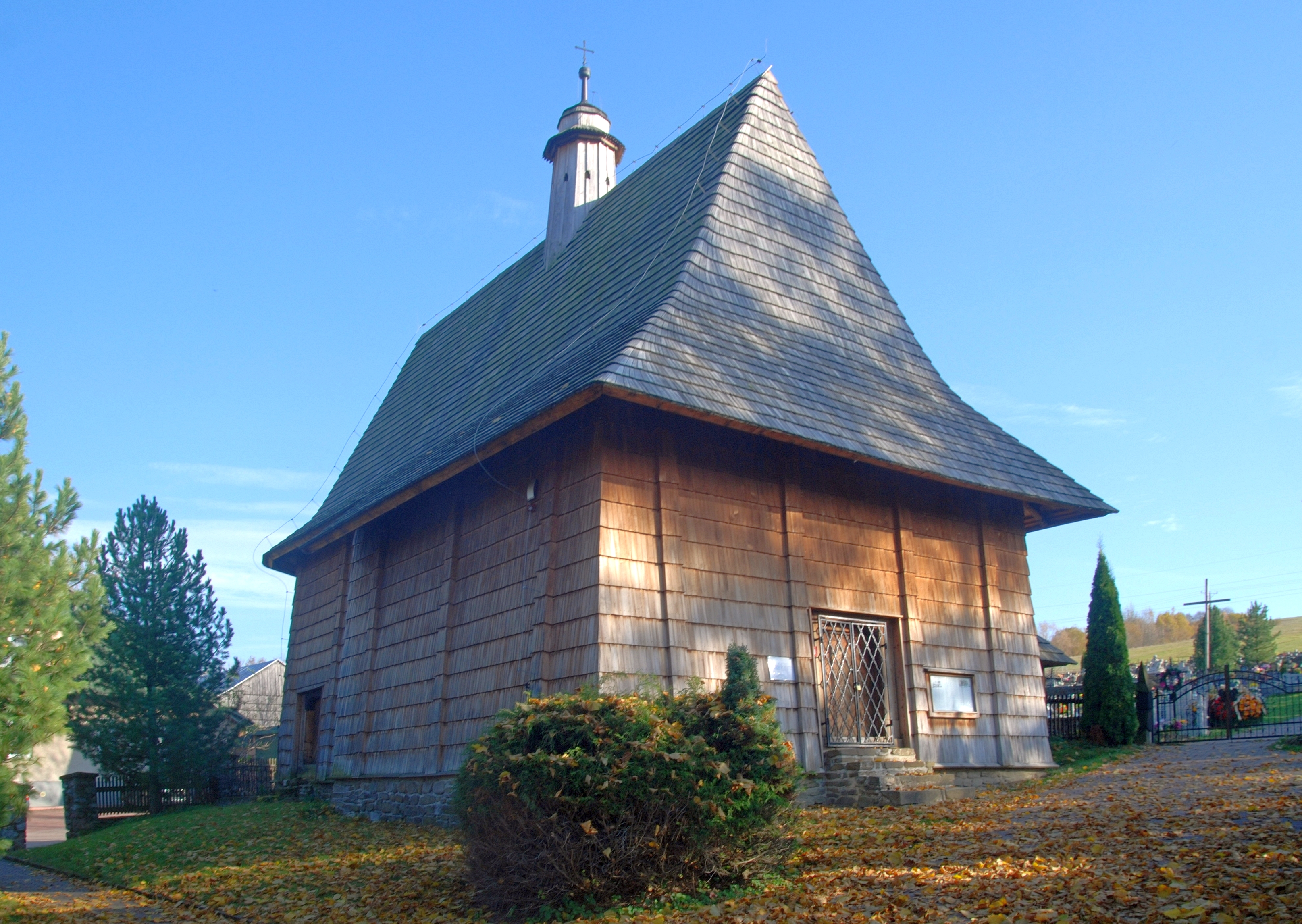
Kościół św. Elżbiety Węgierskiej z 1567 roku, dawny kościół parafialny

Miejscowość i parafia leżą na obszarze Zamagurza Spiskiego, który był przedmiotem sporu pomiędzy biskupstwem krakowskim i ostrzyhomskim (węgierskim) w XIII i XIV wieku.
Parafia w Trybszu została erygowana w 1769 jako podległa archidiecezji ostrzyhomskiej, a od 1776 wydzielonej z niej diecezji spiskiej. W 1920 do Polski przyłączono część Spisza (tworząc Polski Spisz) z 9 parafiami, które na mocy bulli papieża Piusa XI Vixdum Poloniae unitas podporządkowano archidiecezji krakowskiej.